# Rivière de l'Abbé-Huard
Rivière de l'Abbé-Huard är ett vattendrag i Kanada.   Det ligger i provinsen Québec, i den östra delen av landet, 1 100 km nordost om huvudstaden Ottawa.
I omgivningarna runt Rivière de l'Abbé-Huard växer i huvudsak barrskog. Trakten runt Rivière de l'Abbé-Huard är nära nog obefolkad, med mindre än två invånare per kvadratkilometer.